# Садки (собаководство)
Садки — состязания для испытания резвости и злобности собак. В дополнение к выставкам собак, которые нацелены на улучшение внешнего вида (типа) собак, садки являются кинологическим мероприятием, широко применяемым в охотничьем собаководстве. Наиболее распространены садки борзых собак с целью улучшения их полевых достоинств.
Резвость испытывается травлей зайцев, а злобность — травлей волков (иногда — лисиц). Садки проводят в поле или в специально обустроенных садочных дворах.
Испытания на резвость в Англии (курсинг), возникшие в середине XVIII века и заменившие настоящую псовую охоту, в основном организуются ради призов и тотализатора. В России садки получили правильную организацию с восьмидесятых годов XIX века. В этот период главные садки проводились в Москве и под Петербургом.
Например, образцово устроенный садочный двор в Коломягах, принадлежавший «Обществу поощрения полевых достоинств охотничьих собак и всех видов охоты», занимал 107 десятин и на всем протяжении (более 4 вёрст) был обнесён саженным забором с откосом наверху. Часть двора занимал садочный круг — участок в 400 саженей длины и 110 саженей ширины; круг кончался забором, на расстоянии 3 сажени от которого были повешены соломенные маты, предохраняющие собак от возможности расшибиться об забор. В заборе были прорублены маленькие отверстия (пролазки) под размер зайца. В садочном дворе имелись волчатники для содержания волков, помещения для собак и прислуги и, наконец, членская беседка и трибуны для публики.
Перед садкой зайцев загоняли в особый дворик, сообщающийся с кругом узким коридорчиком; из коридорчика их выгоняли в круг только тогда, когда собаки уже выведены. Зайцы отпускались на расстояние не меньше 30—35 саженей от собак. Состязание выигрывала та собака, которая лучше ловила, то есть своей работой больше всех способствовала поимке зайца, даже если он не был пойман. Волков в специальных распадающихся ящиках помещали в определённом месте круга. Потянув за верёвку, скрепляющую ящик, освобождали одного волка, который пускался в бегство. Как только собакам удавалось «взять» зверя, его немедленно сострунивали и сажали обратно в ящик.
Победителя садочной скачки определял судья. На призовых садках владельцам выигравших собак выдавали призы.
Садки борзых в России также производятся на свободе, во время псовой охоты, для разрешения возникающих между охотниками споров о резвости и злобности их собак, а также при натравливании (обучении) борзых собак.